# Elisabet Juliana de Schleswig-Holstein-Sonderburg-Norburg
Elisabet Juliana de Schleswig-Holstein-Sonderburg-Norburg (en alemany Elisabeth Juliane von Schleswig-Holstein-Sonderburg-Norburg) va néixer a Norburg (Alemanya) el 24 de maig de 1634 i va morir a Wolfenbüttel el 4 de febrer de 1704. Era filla del duc Frederic (1581-1658) i d'Elionor d'Anhalt-Zerbst (1608-1681).

## Matrimoni i fills
El 17 d'agost de 1656 es va casar a Wolfenbüttel amb el duc Antoni Ulric de Brunsvic-Lüneburg (1633-1714), fill del també duc August de Brunsvic-Lüneburg (1579-1666) i de Dorotea d'Anhalt-Zerbst (1607-1634). El matrimoni va tenir tretze fills:
- August Frederic (1657-1676)
- Elisabet Elionor (1658-1729), casada primer amb Joan Jordi de Mecklenburg-Mirow (1629-1675), i després amb Bernat I de Saxònia-Meiningen (1649-1706).
- Anna Sofia (1659-1742), casada amb Carles Gustau de Baden-Durlach (1648-1703).
- Leopold August (1661-1662)
- August Guillem (1662-1731)
- August Enric (1663-1664)
- August Carles, nascut i mort el 1664.
- August Francesc (1665-1666)
- Augusta Dorotea (1666-1751), casada amb Anton Günther de Schwarzburg-Sondershausen.
- Amàlia Antònia, nascuda i morta el 1668.
- Enriqueta Cristina (1669-1753)
- Lluís Rodolf (1671-1735), casat amb Cristina Lluïsa d'Oettingen-Oettingen (1671-1747).
- Sibil·la Rosalia (1672-1673)